# NGC 6375
NGC 6375 é uma galáxia elíptica (E) localizada na direcção da constelação de Hercules. Possui uma declinação de +16° 12' 26" e uma ascensão recta de 17 horas, 29 minutos e 21,8 segundos.
A galáxia NGC 6375 foi descoberta em 15 de Maio de 1864 por Albert Marth.